# نخبه‌گرایی
نخبه‌گرایی باور یا گرایشی است که بر طبق آن برخی از افراد دارای ویژگی‌های سرآمدی معینی هستند و از تخصص یا مهارت‌های ویژه‌ای چون: تبار مشخص، کیفیت یا ارزش ذاتی، هوش، ثروت، آموزش یا تجربه تخصصی بالا، یا دیگر صفات برخوردارند و بنابراین اثرگذاری یا اقتدارشان از دیگران بیشتر است؛ دیدگاه‌شان در موضوعی خاص باید از دیگران جدی‌تر گرفته شود، یا بهای بیشتری بدان داده شود؛ نظرات این افراد در کل با احتمال بیشتری به سود جامعه است؛ یا مهارت‌ها، توانایی‌ها یا خردگرایی  آنها را به‌طور خاص برای رهبری مناسب می‌سازند.
در تعریفی دیگر از «ویلفردو پارتو» نخبه کسی است که ذاتاً دارای امتیازات هوشی، جسمی و روانی است که او را بر دیگران برتری می‌بخشد.
واژهٔ نخبه‌گرایی ممکن است برای توصیف وضعیتی به کار رود که در آن قدرت در دستان شمار افراد محدودی متمرکز گردد. مخالفان نخبه‌گرایی، عبارتند از نخبه‌ستیزی، مساوات‌خواهی، عوام‌گرایی و فلسفه سیاسی کثرت‌گرایی. نظریه نخبگان تحلیل علوم سیاسی یا جامعه‌شناسانه تأثیر نخبگان بر جامعه است: نظریه‌پردازان نخبگان، کثرت‌گرایی را ایده‌آلی و اتوپیایی می‌دانند.

## مفهوم
نخبه‌ گرایی به تمایل به افترا به یک گروه معین از افراد یا طبقات که به نظر می‌رسد دارای صلاحیت، توانمندی یا خصوصیات خاصی هستند، اشاره دارد. این مفهوم می‌تواند به عنوان یک الگوی تفکیکی در تصمیم‌گیری‌های سیاسی، اقتصادی یا فرهنگی ظاهر شود.

## ابعاد مختلف نخبه گرایی

### 1. نخبه‌گرایی سیاسی
پدیده‌ای است که در آن گروه محدودی از افراد با صلاحیت و تخصص در سطح تصمیم‌گیری‌های سیاسی ظاهر می‌شوند. این نخبگان ممکن است نقش بسزایی در تشکیل و اجرای سیاست‌ها، قوانین، و تصمیمات کلان داشته باشند. این مفهوم معمولاً نقدها و حمایت‌های زیادی را به دنبال دارد. از یک سو، مؤیدان نخبه‌گرایی سیاسی به این باورند که نیاز به تخصص و تجربه در تصمیم‌گیری‌های پیچیده وجود دارد. از سوی دیگر، منتقدین معتقدند که این رویکرد می‌تواند منجر به انزوا و نابرابری در سطح تصمیم‌گیری های حیاتی سیاسی شود.

### 2. نخبه‌گرایی اقتصادی
به مفهوم تمرکز بر حفظ منافع گروه‌های اقتصادی خاص اشاره دارد. در این رویکرد، تصمیمات و سیاست‌ها به نفع گروه‌های اقتصادی با توانمندی‌ها و امکانات بالاتر گردیده و ممکن است منجر به نابرابری اقتصادی شود. این نخبه‌گرایی معمولاً در پیوند با توزیع نامتوازن منافع اقتصادی، تأثیرگذاری لابی‌های قدرتمند، و انحصار منابع اقتصادی ظاهر می‌شود. تأثیرات آن بر اقتصاد و جامعه می‌تواند مورد انتقاد قرار گیرد.

### 3. نخبه‌گرایی اجتماعی
دیدگاهی است که تمایل به تفاوت‌ها و تمیزبینی اجتماعی بین گروه‌ها یا طبقات اجتماعی را نشان می‌دهد. این تفکر یک گروه خاص در جامعه را به عنوان نخبه می شناسد تا برخی از افراد به عنوان افراد رده بالای جامعه با مزایای خاص در جامعه تلقی شوند. این نابرابری اجتماعی می‌تواند در زمینه‌های آموزشی، اشتغال، و دسترسی به خدمات به وجود آید و موجب تناقضات اجتماعی گردد.

### 4. نخبه‌گرایی فرهنگی
به تمایل به تمایز در زمینه فرهنگ و هنر اشاره دارد. در این مفهوم، افراد یا گروه‌هایی که دارای دستاوردهای برجسته در حوزه‌های فرهنگی می‌باشند، به عنوان نخبه فرهنگی تلقی می‌شوند. این نخبه‌گرایی ممکن است باعث تأثیرگذاری بیشتر این گروه‌ها بر جهت‌دهی به فرهنگ و هنر جامعه شود و نقش آنان در تعیین سلیقه و ارزش‌های فرهنگی را تقویت کند.

## نقد و جمع بندی
نخبه‌گرایی ممکن است موجب تبعیض و نابرابری در جامعه شود و یا به عنوان یک مسیر بهتر برای تصمیم‌گیری در موارد خاص مورد حمایت قرار گیرد. نقدها و حمایت‌های مختلف در این زمینه وجود دارد.
از یک جهت، طرفداران نخبه‌گرایی معتقدند که تصمیم‌گیری توسط گروه‌های کمتر افراد با تجربه و توانمندی می‌تواند به بهبود فرآیند تصمیم‌گیری کمک کرده و جلوی تصمیمات نابهنگام را بگیرد. این گروه می‌تواند با تخصص و دانش خود، به جامعه خدمت کرده و مسائل پیچیده را مدیریت نماید.
از سوی دیگر، نقدها به نخبه‌گرایی بیانگر این است که این رویکرد ممکن است باعث انحصار قدرت در دسته‌های معین شود و برخی از اقشار جامعه را از فرآیند تصمیم‌گیری خارج کند. این مسأله ممکن است به نابرابری اجتماعی و تداوم سلسله مراتب اقتصادی منجر شود.
در کل، تعادل در نخبه‌گرایی با تأکید بر شفافیت، شرکت مردم در فرآیند تصمیم‌گیری، و رعایت حقوق اجتماعی می‌تواند بهبود جوامع را ترویج کند.